# Witkeeltodietiran
De witkeeltodietiran (Hemitriccus minimus) is een zangvogel uit de familie Tyrannidae (tirannen).

## Verspreiding en leefgebied
Deze soort komt voor van amazonisch oostelijk Brazilië tot noordoostelijk Bolivia (noordelijk Beni en noordoostelijk Santa Cruz).

## Status
De grootte van de populatie is niet gekwantificeerd maar de soort wordt omschreven als schaars en met een versnipperde verspreiding. Op de Rode lijst van de IUCN heeft deze soort de status niet bedreigd.